# Île San Miguel
L'île de San Miguel est la plus à l'ouest de l'archipel des Channel Islands de Californie, et la sixième plus grande avec une superficie de 37,74 km2. 

## Géographie
Elle fait partie du Comté de Santa Barbara.
Le climat y est rude

## Environnement

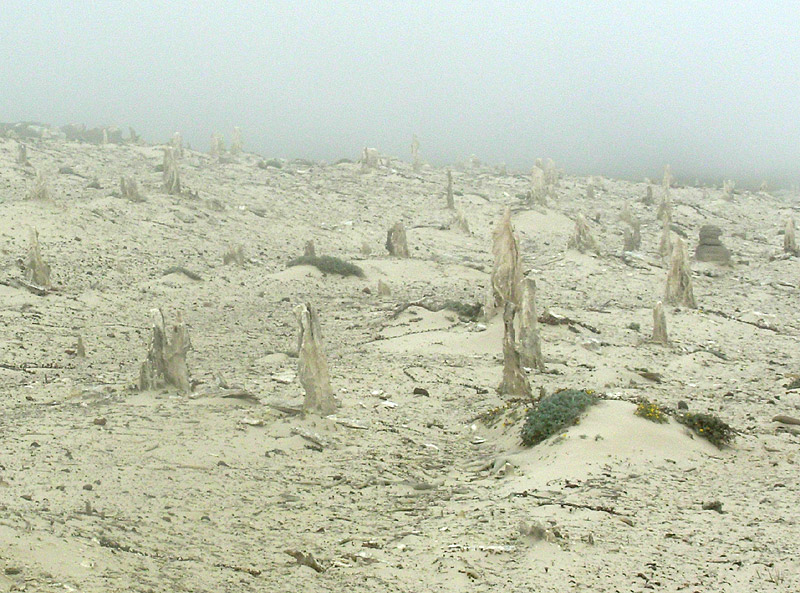
Dans quelques endroits au monde, hyperarides, on trouve une roche sédimentaire, dite Caliche (ici sur l'Île de San Miguel dans la "Forêt de Caliche, sur substrat naturellement riche en anions perchlorates. Au Chili, on s'en sert pour produire des engrais, qui deviennent une source supplémentaire de contamination environnementale par le perchlorate

Elle reçoit des vents de nord-ouest et un climat moins clément que celui de la côte, car elle est située en haute mer. 
Les eaux froides et riches l'entourant sont la demeure d'une vie marine très diversifiée. 
On y trouve une roche sédimentaire dite Caliche (géologie), naturellement riche en ions perchlorate (qui est aussi un contaminant industriel de l'environnement)

## Accessibilité, navigabilité
Naviguer dans ses alentours est difficile à cause de nombreux rochers submergés.